# Насеље Сунца — Блок 45
Насеље сунца — Блок 45 је југословенски и српски кратки документарни филм из 1973. године. Режисер и сценариста филма био је Бошко Косановић, a филм је сниман у продукцији Филмских новости. Филм је премијерно приказан 18. децембра 1973. године. Филм о истоименом насељу прати његову изградњу, говори о његовој архитектури и уопштено о развитку општине Нови Београд.